# Cedre
Cedre SARL, zuvor Société Seve-Cedre, war ein französischer Hersteller von Automobilen. Cedre stand für Centre d’Études pour la Développement et la Réussite des Entreprises.

## Unternehmensgeschichte
François Guerbet präsentierte 1974 einen Prototyp und gründete 1975 das Unternehmen Société Seve-Cedre in Sainte-Croix-Volvestre. Erst 1979, zusammen mit der Umbenennung in Cedre SARL, begann die Produktion von Automobilen. Der Markenname lautete Cedre. 1987 endete die Produktion.

## Fahrzeuge

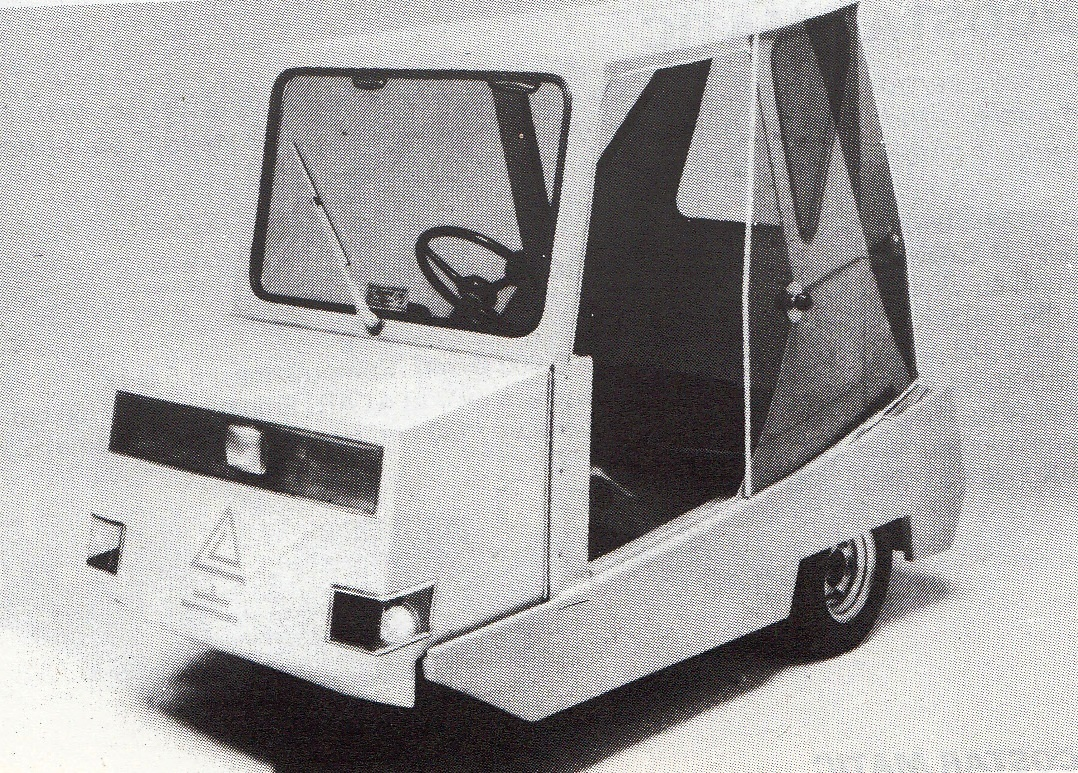
Cedre Midinette 1000 (1981)

Das Unternehmen stellte Kleinstwagen mit Elektromotor her. Der Prototyp von 1974 wurde sowohl Mini 1 als auch Soubrette genannt.
1975 folgte der Midinette, der ab 1979 in Serie produziert wurde. Für den Antrieb sorgte ein Elektromotor mit 1,2 kW Leistung. Die Höchstgeschwindigkeit war mit 50 km/h angegeben, und die Reichweite mit 60 km. Die Karosserie aus Polyester verfügte über Schiebetüren und bot einer Person Platz. Die Länge betrug 180 cm und die Breite 88 cm. Das Fahrzeug war ein Dreirad mit einem einzelnen Vorderrad.
Daneben gab es ein Modell, dessen Motor über 5 kW Leistung verfügte.
Ein besonderes Modell stellte das Fünfrad 5x5 Solaire dar.